# 詹姆斯·安赫爾
詹姆斯·克勞福特·安赫爾（James Crawford "Jimmie" Angel，1899年8月1日—1956年12月8日），暱稱吉米，是一位美國飛行員。
1937年，詹姆斯·安赫爾在空中對安赫爾瀑布進行考察時，因一次不成功的降落緊急迫降在山頂。之後，在食物短缺的情況下，他在荒野中擕妻子徒步跋涉11天才到達最近的村鎮。
1956年，安赫爾在巴拿馬死於一次飛行事故。遵照他的遺願，安赫爾的兒子將其骨灰撒在了此瀑布中，委內瑞拉也將瀑布命名為安赫爾。